# Алексий (Пачеко-Вера)
Архиепископ Алексий (Алехо, исп. Arzobispo Alejo, в миру Антонио Пачеко-Вера, исп. Antonio Pacheco Vera; 6 сентября 1954, Мехико, Мексика) — епископ Православной Церкви в Америке, архиепископ Мексики.
Тезоименитство — 17 марта (преподобного Алексия, человека Божия).

## Биография
Родился 6 сентября 1954 года в Мехико в семье Эусебио Пачеко (исп. Eusebio Pacheco) и Марии Сера-Вильеды (исп. Maria C. Cera-Villeda).
Принят в Православие 1 августа 1972 года. Изучение Православного богословия под началом митрополита Мехиканского Антония (Шедрауи) (Антиохийская православная церковь) привело его к решению принять монашество.
8 июля 1978 года он принял иноческий постриг с именем Алексий от епископа Мехиканского Иосифа (Кортеса-и-Ольмоса).
14 января 1979 года он был рукоположён во иеродиакона к Вознесенскому собору в Мехико.
1 марта 1981 года рукоположён во священника. Продолжая служить в Мехиканском соборе, иеромонах Алексий также трудился в ряде миссий в штате Чьяпас.
На протяжении многих лет служил настоятелем Свято-Вознесенского собора в Мехико и качестве администратором Экзархата. В 2001 году он был возведён в достоинство игумена, а 2003 году — архимандрита.
30 марта 2005 года архиерейский Синод Православной Церкви в Америке избрал архимандрита Алексия епископом Мехиканским, митрополичьим викарием.
27 мая 2005 года в церкви святого Тихона Задонского в Тихоновском монастыре в Саут-Кэйнане, штат Пенсильвания, состоялось его наречение во епископа.
28 мая 2005 года в церкви святого Тихона Задонского в Тихоновском монастыре в Саут-Кэйнане, штат Пенсильвания, состоялась его епископская хиротония, которую совершили: митрополит всей Америки и Канады Герман (Свайко), митрополит Черновицкий и Буковинский Онуфрий (Березовский) (Русская православная церковь), архиепископ Питтсбургский и Западной Пенсильвании Кирилл (Йончев), архиепископ Далласский и Юга Димитрий (Ройстер), архиепископ Детройтский и Румынской епископии Нафанаил (Попп), епископ Сан-Францисский, Лос-Анджелесский и Запада Тихон (Фицжеральд), епископ Оттавский и Канадский Серафим (Сторхейм), епископ Ситкинский, Анкориджский и Аляски Николай (Сораич), епископ Бостонский и Албанской архиепархии Никон (Лайолин), епископ Филадельфийский и Восточной Пенсильвании Тихон (Моллард), епископ Оукландский и Востока Фома (Джозеф) (Антиохийская православная церковь) и епископ Берклийский Вениамин (Питерсон).
16 октября 2008 года Архиерейский Синод избрал епископа Алексия правящим архиереем Мексиканского экзархата, в связи с чем он получил право голоса в Архиерейском Синоде.
14 января 2009 года решением Священного Синода ему дан титул епископа Мехиканского и епархии Мексики (англ. Bishop of Mexico City and the Diocese of Mexico).
18 января 2009 года в храме Вознесения Господня в Мехико состоялось его настолование, которое совершили: митрополитом Вашингтонским и Нью-Йоркским Ионой; архиепископами Далласским Димитрием (Ройстером), Детройтским Нафанаилом (Поппом) и Оттавским Серафимом (Сторгеймом), епископами Сан-Францисским Вениамином (Питерсоном) и Филадельфийским Тихоном (Моллардом).
9 мая 2012 года, согласно решению Синода, вместе с другими правящими архиереями, прослужившими в архиерейском сане 5 или более лет, был возведён в сан архиепископа.
10 января 2016 года предстоятель ПЦА митрополит Тихон (Моллард) в ходе своего пастырского визита в Мексику наградил архиепископа Алексия серебряным Орденом святого Иннокентия «за его самоотверженный, неустанный труд по построению православного христианства в Мексике».